# 香港華人基督教聯會真道書院

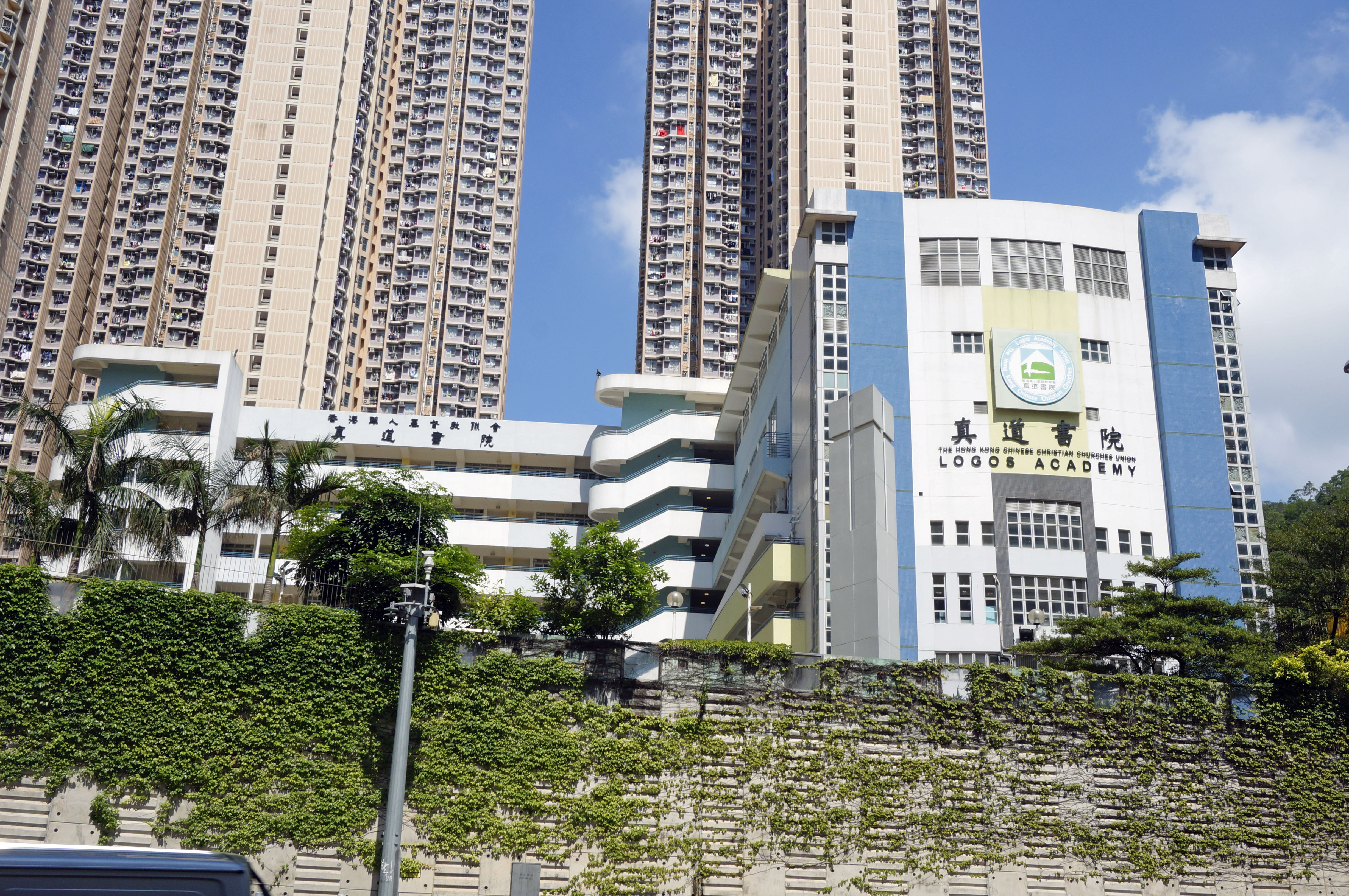
香港華人基督教聯會真道書院小學部

香港華人基督教聯會真道書院（英語：HKCCCU Logos Academy）是香港華人基督教聯會的第一所學校，位於香港新界西貢區調景嶺，分別設有兩所校舍，為一間直資一條龍學校，校訓為「求真行道，達善臻美」。真道書院是一所直資的國際文憑組織學校。

## 學校課程架構
學校的架構與其它一般的中小學不同，乃因學校採用十一年制的學制，即兩年基礎階段、五年拓展階段及四年的通達階段。另外，該校校內是「一校兩制」，即三三四學制及國際文憑（IBDP），而該校的中五學生是最後一屆參加中學會考（最後一年會考為2010年）的其中一批學生。該校最後一屆不是一條龍直升的中學生為2012年畢業的中六及中七。

## 校本規劃
真道書院是香港一所同時授教香港新高中課程及國際文憑（IBDP）課程的國際文憑組織學校。
若以香港傳統學校的學制作參照，該校的小學課程只有五年，全個中小學課程只需11年，比傳統學校少一年。
真道書院學制與傳統學校學制參照表
| 真道書院 | 傳統學校 |
| -------- | -------- |
| FS1      | P1       |
| FS2      | P2       |
| DS1      | P3       |
| DS2      | P4       |
| DS3      | P5       |
| N/A      | P6       |
| DS4      | F1       |
| DS5      | F2       |
| MS1      | F3       |
| MS2      | F4       |
| MS3      | F5       |
| MS4      | F6       |

| 真道書院                                | 傳統學校     |
| --------------------------------------- | ------------ |
| 基礎階段（英語：Foundation Stage, FS）  | 初小階段     |
| 拓展階段（英語：Development Stage, DS） | 高小初中階段 |
| 通達階段（英語：Mastery Stage, MS）     | 高中階段     |

## 圖片集

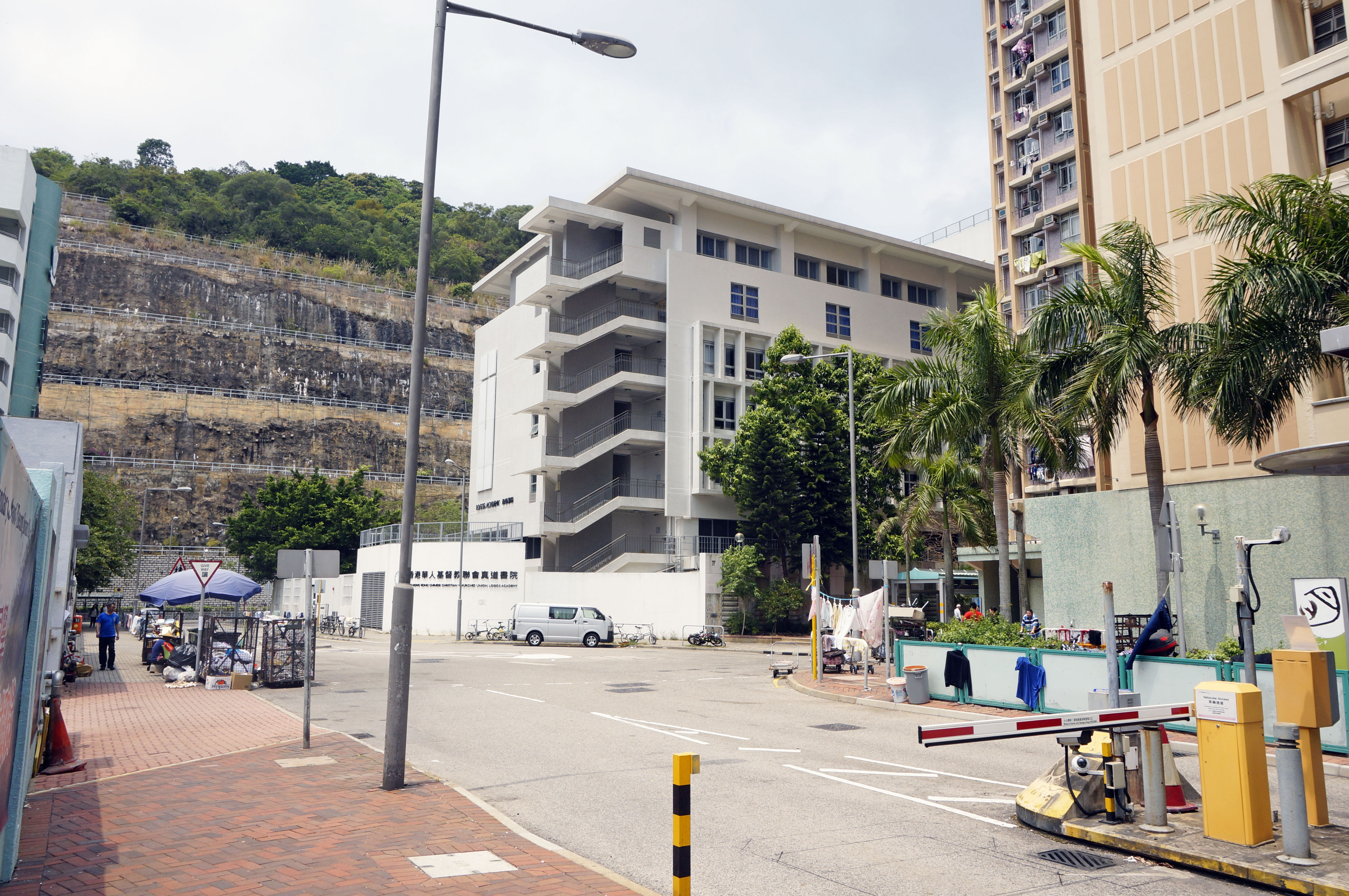
遠望真道書院中學部新翼
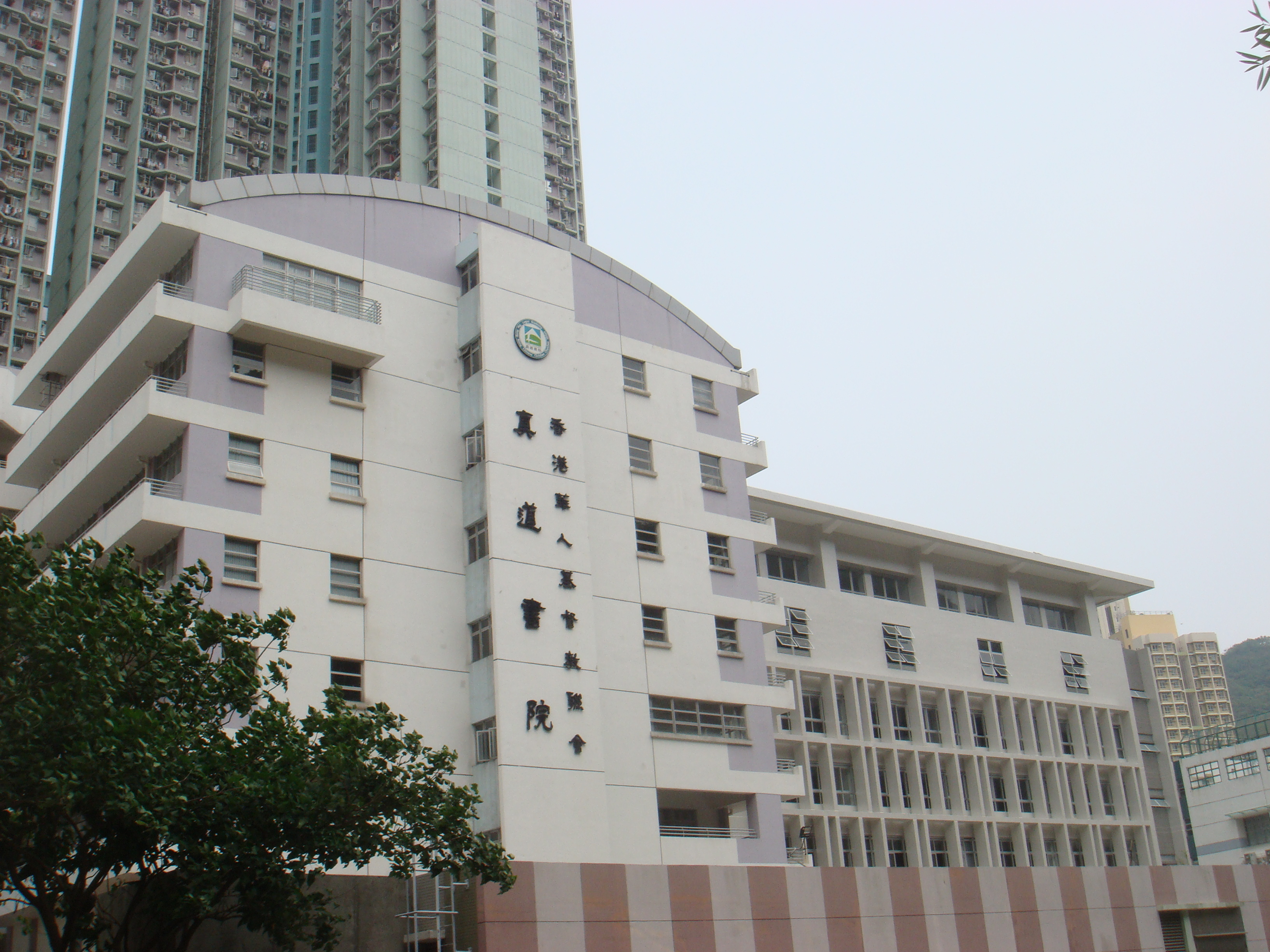
真道書院中學部舊翼與新翼外貌
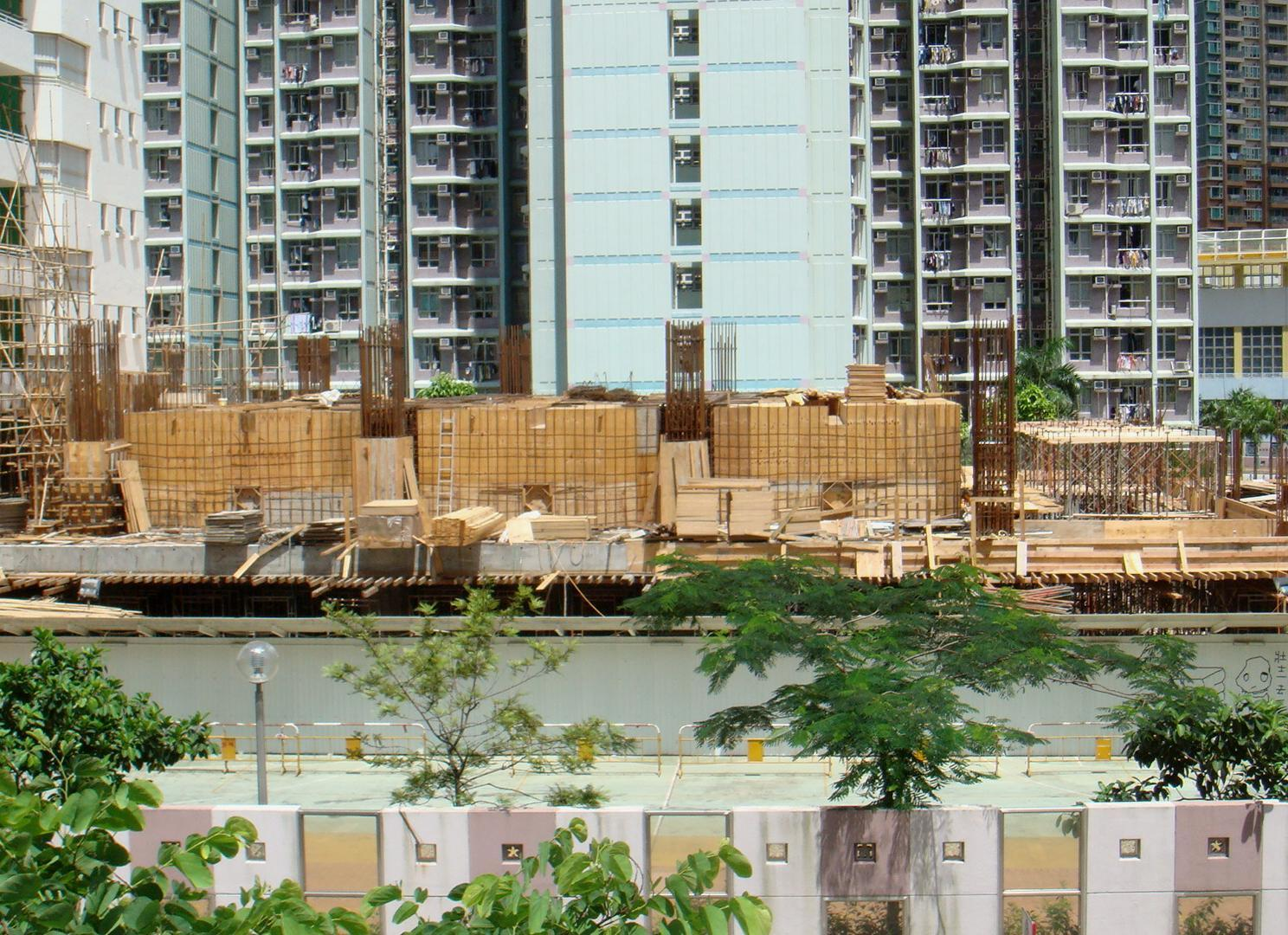
真道書院中學部新翼 (興建中)
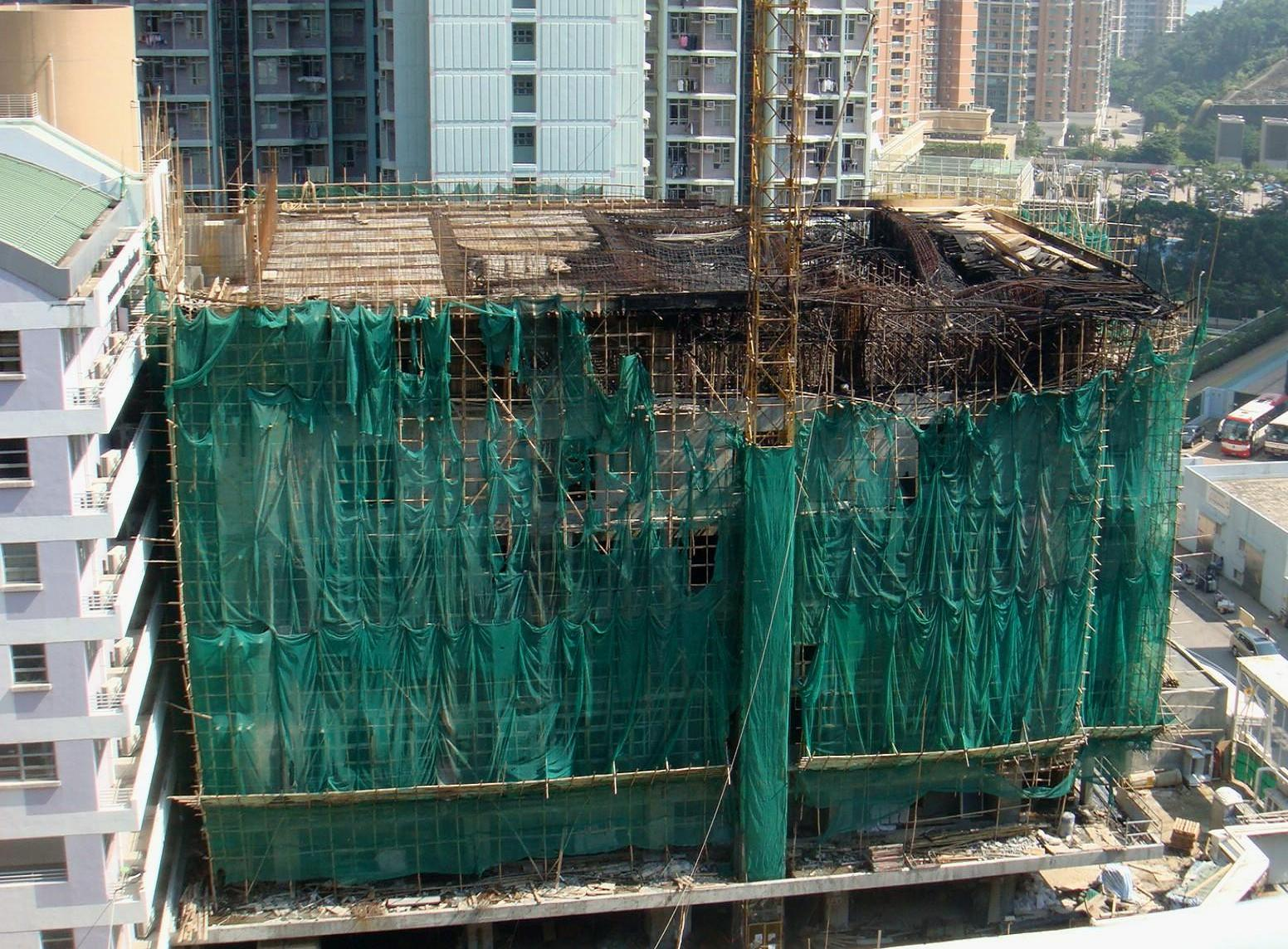
真道書院中學部新翼地盤發生火警後的情景
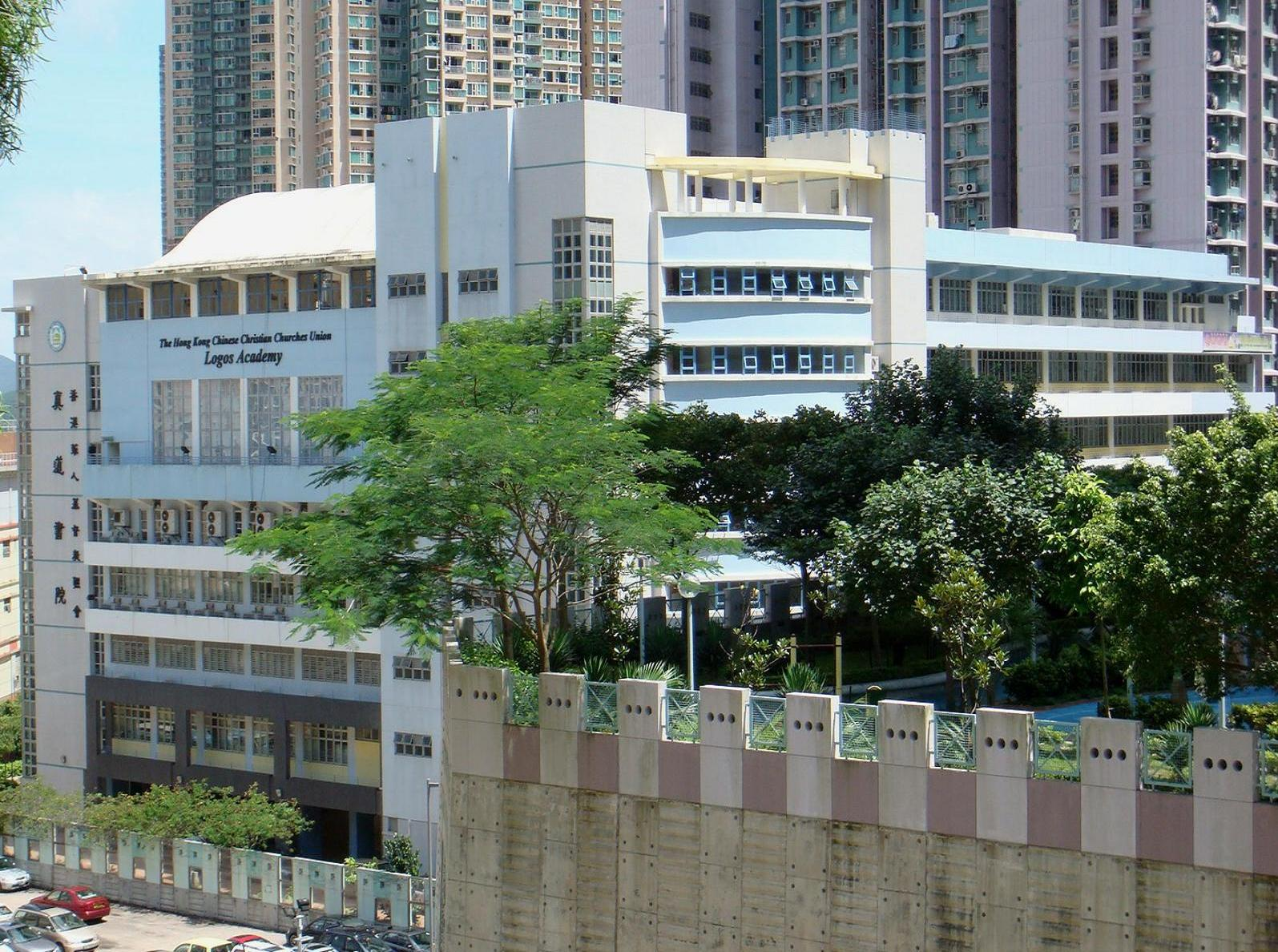
遠望真道書院小學部校舍
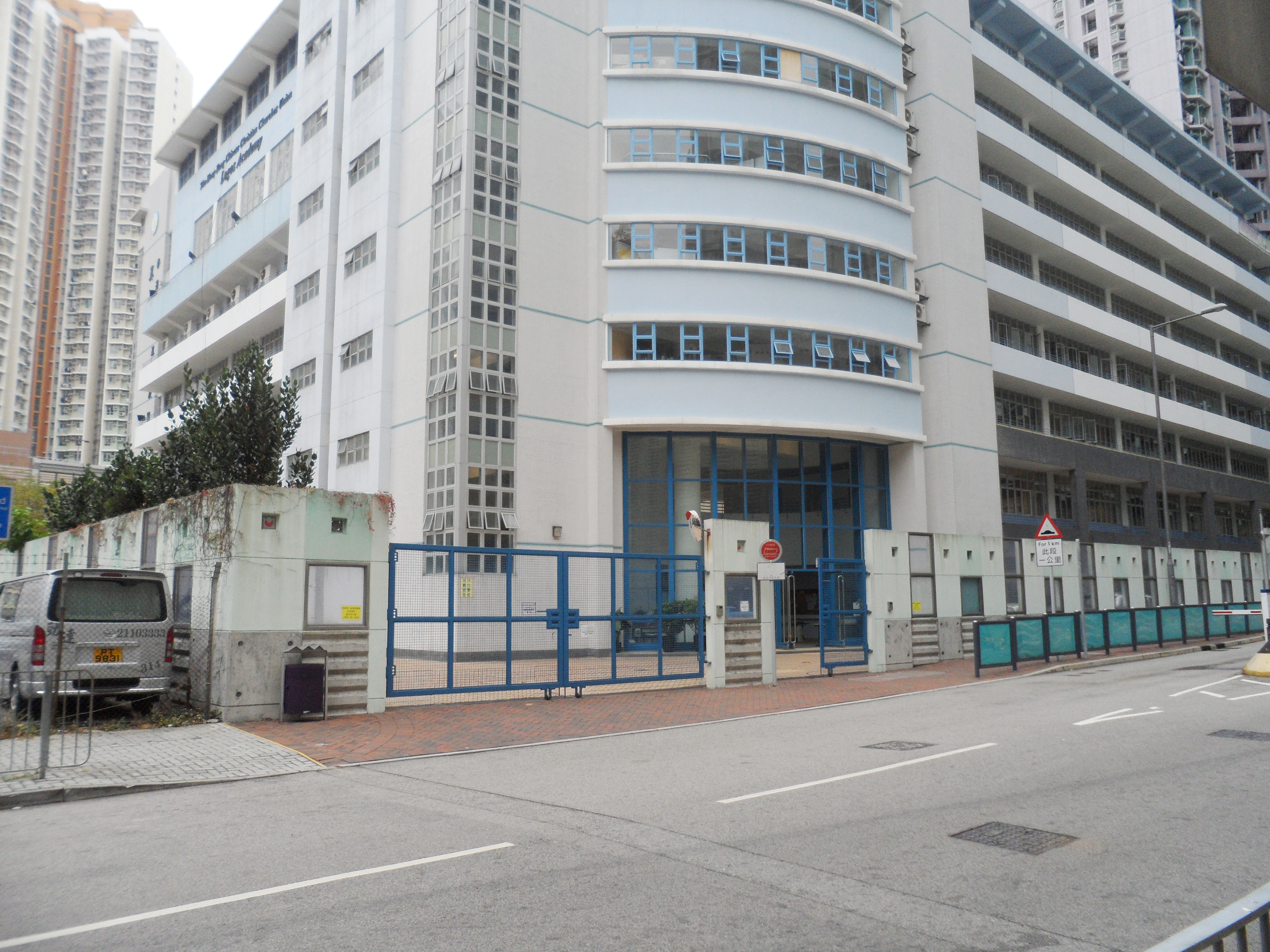
真道書院小學部門口及外圍，左方是露天收費停車場
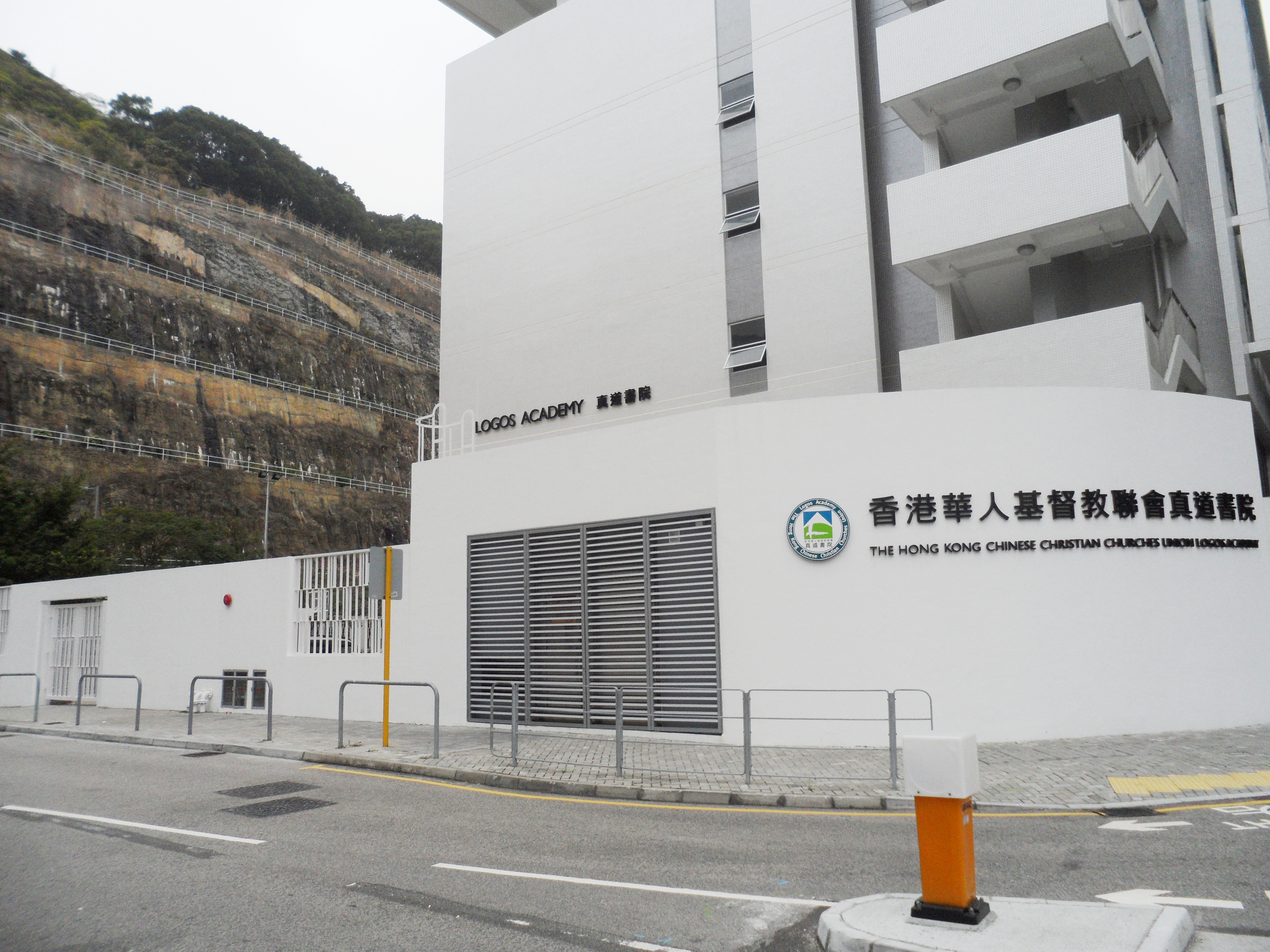
真道書院中學部翻新後的側門及外圍
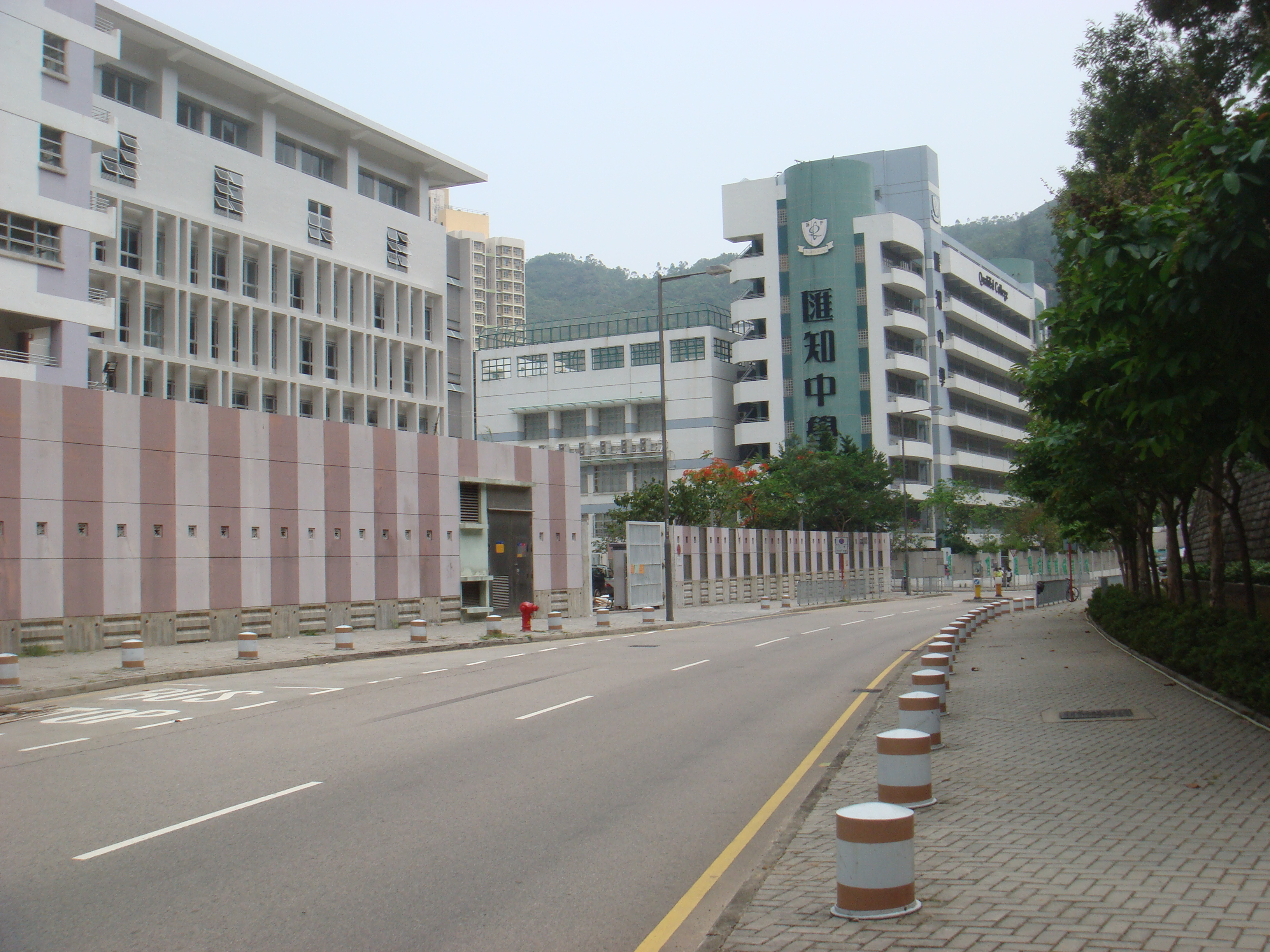
左方是真道書院，圖中為翠嶺路
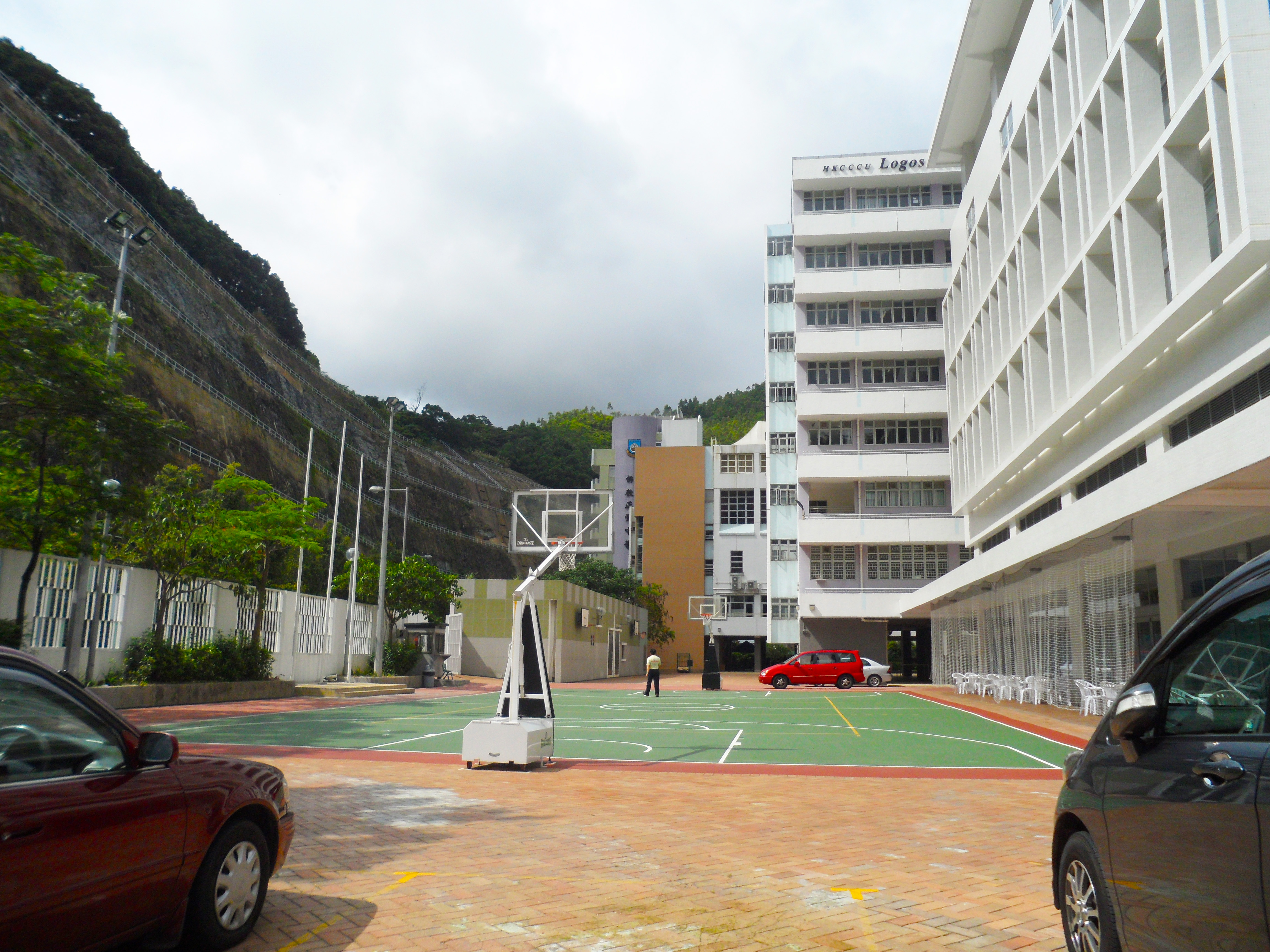
真道書院中學部露天籃球場

## 事件及軼事

### 校舍分配
在真道書院校舍進行分配時，中華基督教會香港區會亦有競投，以重置桂華山中學及開辦該校小學部。由於該校未獲分配新校舍，至今仍在北角原址辦學。

### 賬目混亂指控
真道書院於2006年至2009年間，未經校董會審批，於2006年8月購置物業，作為外籍英語教師的員工宿舍。不過，學校並非該三項物業的註冊業主，而是由校長和校監以個人名義註冊，以受託人身份持有物業，但該信託聲明並非以文書設立，亦未曾在土地註冊處辦理註冊。另外，真道書院疑斥資15萬元，培訓內地的校長，提供免費交通及食宿，同樣未得校董會批准，學校事前也沒有就計劃擬備財政預算；該校在未有公開招聘下，聘請了36人。

### 新任行政團隊風波
2015年7月11日，Facebook用戶Eileen Mok於教育界立法會議員葉建源的「葉建源議員辦事處」Facebook專頁發佈一篇名為「真道書院風光背後風聲鶴淚」的文章，並稱是由「一群不平的真道教職員」所撰寫，內容主要評論真道書院新任行政團隊管理學校的手法，包括提前與個別教職員解約、縱容個別教職員，以及在未有諮詢下刪減科目等。校方回應指文章立論偏頗、信息錯誤、陳述虛假，意圖惡意破壞該校多年來由校董及老師所建立的基業與校譽、分化教師團隊。

## 外部連結
- 香港華人基督教聯會真道書院 （页面存档备份，存于）